# 伊利亞納 (伊利諾伊州)
伊利亞納海茨（英語：Illiana Heights）是位於美國伊利諾伊州坎卡基縣的一個非建制地區。該地的面積和人口皆未知。

## 地理
伊利亞納海茨的座標為41°10′08″N 87°32′35″W / 41.16889°N 87.54306°W，而該地的平均海拔高度為192米（即630英尺）。